# Daniel Sedin
Temple de la renommée : 2022
Daniel Hans Sedin (né le 26 septembre 1980 à Örnsköldsvik en Suède) est un joueur professionnel suédois de hockey sur glace. Il est le frère jumeau de Henrik Sedin qui est également un joueur de hockey sur glace.

## Biographie
Les Sedin commencent le hockey sur glace à un haut niveau en 1996 en jouant pour le club de leur ville natale, le MODO hockey, dans le championnat moins de 20 ans de Suède.

### MoDo Hockey (1997-2000)
La saison d'après, ils font leurs débuts dans l'Elitserien, la ligue senior de hockey Suédois, dans le même club. À la fin de la saison 1998-99, ils reçoivent le Guldpucken en tant que meilleurs joueurs de la saison.
La même année, ils sont choisis lors du repêchage d'entrée dans la Ligue nationale de hockey par les Canucks de Vancouver, tous les deux au premier tour. Daniel est choisi en 2e et Henrik en 3e choix (le premier choix étant Patrik Štefan). Ils restent tout de même une saison de plus dans leur club formateur.

### La Ligue nationale de hockey

#### Les premières saisons (2000-2004)
Les frères Sedin font leurs débuts dans la LNH lors la saison 2000-2001. Les Sedins jouent son premier match en carrière le 5 octobre 2000, dans une défaite 6-3 contre les Flyers de Philadelphie. Ils deviennent la 4e paire de jumeaux à jouer dans la LNH. Aussi, les deux frères n'obtiennent aucun point lors de la rencontre. 3 jours plus tard, le 8 octobre 2000, Daniel inscrit son premier filet en carrière contre le gardien Dan Cloutier du Lightning de Tampa Bay, dans un gain 5-4,. Le 30 novembre 2000, il se blesse à l'épaule et manque par la suite quatre matchs. Plus tard dans la saison, il manque 3 autres matchs en raison de blessure au dos. Daniel termine sa première saison avec 20 buts et 14 aides en 75 matchs. Les Canucks finissent la saison au 3e rang de la Division Nord-Ouest et se qualifient pour les séries éliminatoires pour la première fois depuis 1995-1996. En séries éliminatoires, les Canucks affrontent l'Avalanche du Colorado lors du premier tour. L'Avalanche balaye les Canucks en 4 matchs et Daniel termine la série avec 1 but et 2 passes.
Il termine sa deuxième saison avec une récolte de 9 buts, plus faible récolte en carrière, et 32 points, soit 2 de moins que la saison précédente. L'équipe de Daniel termine au 2e rang dans la Division Nord-Ouest et se qualifient pour les séries pour une deuxième saison de suite. En séries, les Red Wings éliminent les Canucks au premier tour en 6 parties. Daniel finit les séries avec aucun filet et une passe.
Le 24 février 2004, Daniel enregistre son premier tour du chapeau en carrière dans un gain 4-2 contre les Red Wings de Détroit.

#### Le lock-out et les saisons suivantes (2004-2007)
Le 10 septembre 2004, les frères Sedin sont resignés avec des contrats d'un an et 1,25 million de dollars,. En 2004, en raison de l'annulation de la saison LNH, les Sedin retournent jouer pour le MODO en compagnie de Markus Näslund, Peter Forsberg, Alexander Steen, Adrian Aucoin ou encore František Kaberle. Il termine sa saison en Suède avec 13 buts et 33 points en 49 matchs ce qui le place au 4e rang des pointeurs du club derrière Peter Forsberg, Mattias Weinhadl et son frère Henrik.

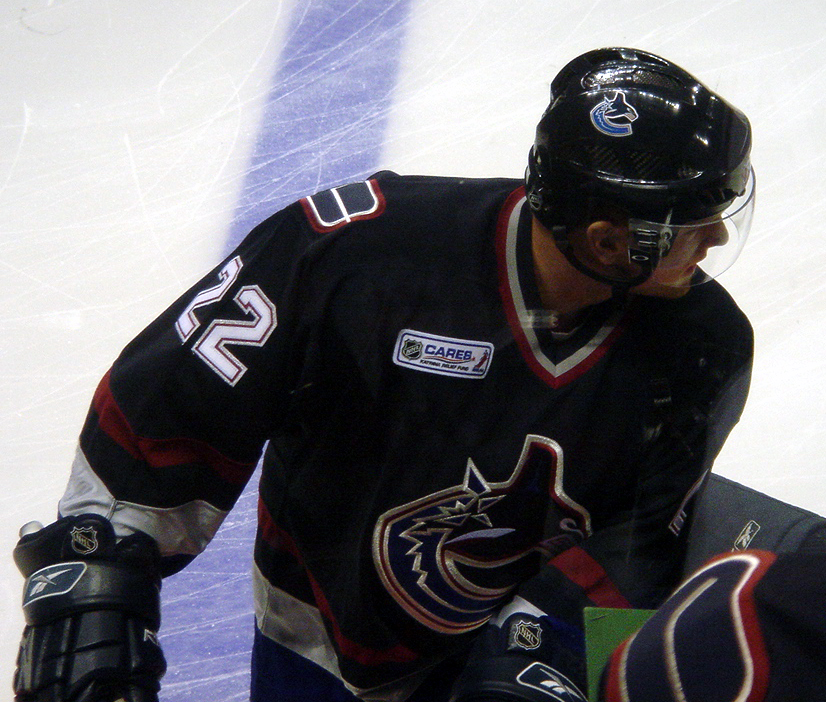
Daniel Sedin lors de l'ouverture de la saison 2005-2006, le 5 octobre 2005.

En 2005-2006, Daniel et Henrik sont affectés à la même ligne avec Anson Carter en tant qu'ailier droit (Daniel étant ailier gauche) et la ligne est la plus performante des Canucks (devant celle de Markus Näslund, Todd Bertuzzi et Brendan Morrison). Il termine la saison avec 22 buts et 71 points en 82 matchs et finit 3e meilleur pointeur des siens à égalité avec Todd Bertuzzi.
Le 6 février 2007, il inscrit son deuxième tour du chapeau en carrière dans une victoire 5-2 contre les Oilers d'Edmonton. En 2006-2007, Daniel s'est établi comme le meilleur pointeur des Canucks avec 36 buts et 84 points, ce qui lui permet de mettre la main sur le trophée Cyrus-H.-McLean, remis annuellement par la franchise des Canucks au meilleur pointeur de l'équipe en saison régulière. Il a aussi égalisé le record de la ligue du plus de buts en prolongation lors d'une saison avec 4. L'ailier Taylor Pyatt qui fut acquis des Sabres de Buffalo pendant la saison morte a remplacé Anson Carter comme son coéquipier de ligne. Les Canucks ont fini la saison au premier rang de leur division et se sont qualifiés pour les playoffs. Au premier tour des playoffs, les Canucks affrontent les Stars de Dallas. Lors du premier match, Daniel inscrit un but et récolte une passe sur le but de son frère en prolongation qui permet au Canucks de remporter le match 5-4,. Le match est devenu ainsi le plus long match que les Canucks ont joué de l'histoire de la franchise. Les Canucks remporte par la suite la série en 7 matchs. Lors du deuxième tour, ils affrontent les Ducks d'Anaheim. Daniel eu de la misère à produire offensivement et les Ducks emporte la série en 6 matchs.

#### 2007-2010
Lors de la saison 2007-2008, Daniel enregistre 29 buts et 74 points en 82 matchs. Daniel finit deuxième meilleur pointeur de l'équipe juste derrière son frère Henrik. Les Canucks terminent 4e dans la Division Nord-Ouest et manquent les séries éliminatoires pour la deuxième fois en cinq ans.
La saison suivante, Daniel enregistre une moyenne d'un point par match avec 31 buts et 82 points en 82 matchs. Les Canucks terminent en tête de leur division. En séries éliminatoires, ils affrontent les Blues de Saint-Louis au premier tour. Les Canucks balayent les Blues en 4 parties et ils se rendent au deuxième tour. Au deuxième tour, ils croisent le fer avec les Ducks d'Anaheim. Les Ducks remporte la série en 5 parties et Daniel finit les séries éliminatoires avec 2 buts et 3 passes en 12 matchs.
Le 1er juillet 2009, il signe un contrat de 5 ans pour 30,5 millions de dollars américains avec les Canucks de Vancouver.

## Vie privée
Il a une fille et un fils avec sa femme Marinette; Ronja (né en 2005) et Erik (né en 2008).

## Statistiques

### En club
| Saison     | Équipe               | Ligue      |       | Saison régulière | Saison régulière | Saison régulière | Saison régulière | Saison régulière |    | Séries éliminatoires | Séries éliminatoires | Séries éliminatoires | Séries éliminatoires | Séries éliminatoires |
| Saison     | Équipe               | Ligue      | PJ    | B                | A                | Pts              | Pun              | PJ               | B  | A                    | Pts                  | Pun                  |                      |                      |
| 1996-1997  | MODO Hockey          | Suède Jr.  | 26    | 26               | 14               | 40               | -                | -                | -  | -                    | -                    | -                    |                      |                      |
| 1997-1998  | MoDo Hockey          | Elitserien | 45    | 4                | 8                | 12               | 26               | -                | -  | -                    | -                    | -                    |                      |                      |
| 1998-1999  | MoDo Hockey          | Elitserien | 50    | 21               | 21               | 42               | 20               | 13               | 4  | 8                    | 12                   | 14                   |                      |                      |
| 1999-2000  | MoDo Hockey          | Elitserien | 50    | 19               | 26               | 45               | 28               | -                | -  | -                    | -                    | -                    |                      |                      |
| 2000-2001  | Canucks de Vancouver | LNH        | 75    | 20               | 14               | 34               | 24               | 4                | 1  | 2                    | 3                    | 0                    |                      |                      |
| 2001-2002  | Canucks de Vancouver | LNH        | 79    | 9                | 23               | 32               | 32               | 6                | 0  | 1                    | 1                    | 0                    |                      |                      |
| 2002-2003  | Canucks de Vancouver | LNH        | 79    | 14               | 17               | 31               | 34               | 14               | 1  | 5                    | 6                    | 8                    |                      |                      |
| 2003-2004  | Canucks de Vancouver | LNH        | 82    | 18               | 36               | 54               | 18               | 7                | 1  | 2                    | 3                    | 0                    |                      |                      |
| 2004-2005  | MoDo Hockey          | Elitserien | 49    | 13               | 20               | 33               | 40               | 6                | 0  | 3                    | 3                    | 6                    |                      |                      |
| 2005-2006  | Canucks de Vancouver | LNH        | 82    | 22               | 49               | 71               | 34               | -                | -  | -                    | -                    | -                    |                      |                      |
| 2006-2007  | Canucks de Vancouver | LNH        | 81    | 36               | 48               | 84               | 36               | 12               | 2  | 3                    | 5                    | 4                    |                      |                      |
| 2007-2008  | Canucks de Vancouver | LNH        | 82    | 29               | 45               | 74               | 50               | -                | -  | -                    | -                    | -                    |                      |                      |
| 2008-2009  | Canucks de Vancouver | LNH        | 82    | 31               | 51               | 82               | 36               | 10               | 4  | 6                    | 10                   | 8                    |                      |                      |
| 2009-2010  | Canucks de Vancouver | LNH        | 63    | 29               | 56               | 85               | 28               | 12               | 5  | 9                    | 14                   | 12                   |                      |                      |
| 2010-2011  | Canucks de Vancouver | LNH        | 82    | 41               | 63               | 104              | 32               | 25               | 9  | 11                   | 20                   | 32                   |                      |                      |
| 2011-2012  | Canucks de Vancouver | LNH        | 72    | 30               | 37               | 67               | 40               | 2                | 0  | 2                    | 2                    | 0                    |                      |                      |
| 2012-2013  | Canucks de Vancouver | LNH        | 47    | 12               | 28               | 40               | 18               | 4                | 0  | 3                    | 3                    | 14                   |                      |                      |
| 2013-2014  | Canucks de Vancouver | LNH        | 73    | 16               | 31               | 47               | 38               | -                | -  | -                    | -                    | -                    |                      |                      |
| 2014-2015  | Canucks de Vancouver | LNH        | 82    | 20               | 56               | 76               | 18               | 6                | 2  | 2                    | 4                    | 0                    |                      |                      |
| 2015-2016  | Canucks de Vancouver | LNH        | 82    | 28               | 33               | 61               | 36               | -                | -  | -                    | -                    | -                    |                      |                      |
| 2016-2017  | Canucks de Vancouver | LNH        | 82    | 15               | 29               | 44               | 32               | -                | -  | -                    | -                    | -                    |                      |                      |
| 2017-2018  | Canucks de Vancouver | LNH        | 81    | 23               | 32               | 55               | 40               | -                | -  | -                    | -                    | -                    |                      |                      |
| Totaux LNH | Totaux LNH           | Totaux LNH | 1 306 | 393              | 648              | 1 041            | 546              | 102              | 25 | 46                   | 71                   | 78                   |                      |                      |

## Carrière internationale
Il joue avec l'équipe de Suède au cours des manifestations suivantes :
- Championnat d'Europe junior
  - 1997
- Championnat du monde junior
  - 1998, 1999 et 2000. En 1998, il est élu meilleur attaquant du tournoi et il est dans l'équipe type du tournoi.
- Championnat du monde
  - 2000, 2001 et 2005. En 2001, l'équipe gagne la médaille de bronze.
- Jeux olympiques d'hiver
  - 2006 à Turin en Italie. La Suède gagne la médaille d'or.

## Trophées et honneurs personnels
- Il marque le plus de buts en 1997 dans le championnat des moins de 20 ans.
- En 1998-1999, il est sacré meilleur junior et meilleur joueur de la saison de l'Elitserien. Il reçoit le Paler d'Or avec son frère.
- En 2000, il participe aux Matchs des étoiles de l'Elitserien. La même saison, il est le meilleur buteur des séries éliminatoires. De plus en 1999 et en 2000, il est sélectionné dans l'équipe des meilleurs joueurs suédois.
- Nommé dans la deuxième équipe d'étoiles de la LNH en 2010.
- Récipiendaire du trophée Art-Ross de la LNH en 2011.